# Convenzione di Costantinopoli (1881)

Mappa dell'espansione territoriale della Grecia, con la Tessaglia e l'area di Arta contrassegnate in azzurro

La Convenzione di Costantinopoli fu sottoscritta tra il Regno di Grecia e l'Impero Ottomano il 2 luglio 1881, con la conseguente cessione della regione della Tessaglia (una parte da Elassona) e di una parte dell'Epiro meridionale (Prefettura di Arta) alla Grecia.

## Storia
Con lo scoppio della Grande crisi orientale nel 1875, molti in Grecia videro l'opportunità di realizzare la Megali idea e di espandere i confini del paese verso nord a spese dell'Impero Ottomano. Allo stesso tempo, però, la leadership greca, a partire dal re Giorgio I, consapevole che le Grandi Potenze, e soprattutto la Gran Bretagna, non erano favorevoli a simili iniziative, adottò una posizione più cauta, soprattutto vista l'impreparazione militare della Grecia. Questo atteggiamento remissivo fu rafforzato dal timore del panslavismo generato dalla crisi per l'istituzione dell'Esarcato bulgaro, che portò alla sfiducia, in particolare dal re Giorgio, rispetto alle indicazioni per una cooperazione di tutti gli stati balcanici. Le proposte del principe serbo Milan per un attacco congiunto e la divisione della Macedonia sulla base dell'Alleanza greco-serba del 1867 furono così respinte.
Quando la crisi orientale esplose in un conflitto aperto con l'avvio della guerra serbo-turca nel 1876, la Russia, che fu inesorabilmente attratta dall'intervento militare nel conflitto, si mosse per garantire un accordo con l'Austria grazie all'accordo di Reichstadt. Tale accordo prevedeva che nei Balcani non si sarebbe istituito un grande stato slavo, che la Bulgaria e l'Albania sarebbero diventate autonome e che i tre stati balcanici già esistenti come Serbia, Grecia e Montenegro, avrebbero annesso alcuni territori. Per la Grecia, i territori previsti erano la Tessaglia, Creta e parti dell'Epiro. Il governo greco sotto Alexandros Koumoundouros mantenne una rigorosa neutralità, secondo i desideri del re. Le proposte di Serbia e Romania per una causa comune furono respinte, anche se entrambe sottolinearono la necessità di agire per impedire l'emergere, sotto gli auspici russi, di una "Grande Bulgaria". Mentre le potenze si preparavano per la Conferenza di Costantinopoli, l'opinione pubblica greca si volse verso una posizione favorevole alla guerra e chiedeva a gran voce l'azione. La Grecia fu rigettata in una prolungata crisi politica interna: il re da un lato si rifiutò fermamente di accettare un'alleanza con la Russia o gli stati slavi dei Balcani, mentre Koumoundouros e il suo rivale, Epameinondas Deligeorgis, si alternavano nella carica. Le proposte della Conferenza di Costantinopoli, sebbene respinte dal governo ottomano, furono uno shock per l'opinione pubblica greca: nonostante il comportamento "corretto" raccomandato dalle Potenze, la Grecia vide i suoi interessi ignorati, nello stesso momento in cui la Russia avanzava nei suoi piani per una "Grande Bulgaria".
La situazione politica cambiò con lo scoppio della guerra russo-turca del 1877-78, quando la Grecia iniziò a muoversi verso la possibilità di un conflitto. Persino re Giorgio, deluso dagli inglesi, iniziò a favorire una politica più attiva. Tuttavia, quando il governo greco mobilitò le sue forze per un'invasione della Tessaglia, le rivolte lanciate in Epiro, Tessaglia e Macedonia furono sconfitte; solo a Creta la rivolta continuò; e i russi e gli ottomani stavano negoziando un armistizio.

## La Pace di Santo Stefano e il Congresso di Berlino
La Pace di Santo Stefano causò indignazione in Grecia. Non solo il nuovo stato bulgaro aveva conquistato territori che erano stati rivendicati dalla Grecia e in parte abitati da maggioranze greche, ma la nuova Grande Bulgaria, sostenuta dalla Russia, rappresentava un ostacolo fisico sul percorso verso l'obiettivo finale dell'irredentismo greco: Costantinopoli. I termini del trattato scioccarono anche la Gran Bretagna e causarono una svolta nel pensiero ufficiale britannico, lontano dal dogma dell'integrità territoriale dell'Impero Ottomano, che a quel momento era visto come non più sostenibile, verso l'utilizzo della Grecia come baluardo contro il panslavismo sponsorizzato dalla Russia. Allo stesso tempo gli inglesi erano interessati ad appianare le relazioni greco-ottomane, e possibilmente a creare le basi per una cooperazione greco-ottomana; in considerazione dell'umore pubblico in Grecia, tuttavia, tali intenzioni erano irrealistiche e gli inglesi iniziarono a suggerire che la Grecia, come ricompensa, avrebbe potuto ricevere compensazioni territoriali. Re Giorgio suggerì la linea Haliacmon-Aoös, ma sebbene il governo britannico abbia iniziato a sondare gli ottomani su alcune concessioni sulla base della linea fiume Kalamas - Pineios, rifiutò anche di assumere degli impegni rigidi nei confronti della Grecia.
Una volta avviato il Congresso di Berlino, la Gran Bretagna perseguì due obiettivi principali: la riduzione della Bulgaria (e di conseguenza dell'influenza russa nei Balcani) e la cessione di Cipro. La diplomazia britannica mirava a utilizzare le rivendicazioni greche come mezzo per raggiungere il primo obbiettivo, e così già nella prima sessione del congresso, Lord Salisbury propose l'invito di un rappresentante greco per le questioni riguardanti le "province greche della Turchia" - Creta, Tessaglia, Epiro, Macedonia e Tracia. Di fronte alla dura opposizione russa, fu alla fine adottata una proposta francese in cui la Grecia sarebbe stata invitata a partecipare solo alle sessioni riguardanti i suoi territori adiacenti Epiro e Tessaglia, così come Creta. Il rappresentante greco, Theodoros Diligiannis, fu incaricato di rivendicare l'Epiro e la Tessaglia, così come Creta. Doveva sostenere quelle potenze che si opponevano all'espansione bulgara in Macedonia e Tracia e, se possibile, garantire una sorta di autonomia alle "remote province greche" sotto gli auspici della Grande Potenza. La questione delle isole dell'Egeo orientale, compreso il Principato autonomo di Samo, non doveva essere affatto sollevata. Diligiannis e l'ambasciatore greco a Berlino, Alexandros Rizos Rangavis, presentarono gli argomenti greci il 29 giugno. Sebbene la Germania e la Russia fossero favorevoli a una cessione della Tessaglia e di Creta, le rivendicazioni greche divennero oggetto di scambi dietro le quinte tra le potenze; gli inglesi, in particolare, usarono la questione per spingere il Sultano a firmare la cessione di Cipro alla Gran Bretagna, minacciando di gettare in caso contrario il loro sostegno dietro le rivendicazioni greche. Dopo che il Sultano obbedì, la delegazione britannica divenne ostile nei confronti delle rivendicazioni greche. Fu solo il sostegno del ministro degli Esteri francese, William Waddington, a mantenere viva la questione. Infine, nel Tredicesimo Protocollo del 5 luglio 1878, le Potenze invitarono la Sublime porta a concordare con la Grecia una nuova demarcazione della loro frontiera in Tessaglia ed Epiro. Le Potenze proposero la linea Kalamas-Pineios, ma lasciarono la questione deliberatamente vaga e alla discrezione dei due governi; solo nel caso che queste ultime non si sarebbero messe d'accordo, le Potenze si sarebbero offerte di mediare tra loro.
Il governo ottomano, tuttavia, rifiutò di attuare i termini del protocollo, portando la Grecia e l'Impero sull'orlo della guerra. Alla fine, le Grandi Potenze esercitarono pressioni sulla Grecia per ridurre le sue pretese.

## Trattato
Il 24 maggio 1881, le Grandi Potenze e l'Impero Ottomano firmarono un trattato che definva il nuovo confine greco-turco, portando all'incorporazione della maggior parte della Tessaglia (ad eccezione dell'area di Elassona) e dell'area intorno ad Arta in Grecia. Tra le altre misure, la Grecia a sua volta si impegnava a rispettare l'identità religiosa e l'autonomia, così come i possedimenti della consistente popolazione musulmana in Tessaglia (compresi i possedimenti privati del Sultano e della famiglia imperiale ottomana). Il trattato venne ratificato dalla Grecia e dal governo ottomano il 2 luglio, quando fu firmato dall'ambasciatore greco a Costantinopoli, Andreas Koundouriotis e da Mahmud Server Pasha, presidente del Consiglio di Stato ottomano.